# Russische Meisterschaften im Skispringen 2021
Die russischen Meisterschaften im Skispringen 2021 fanden vom 30. März bis zum 7. April in Tschaikowski auf der Schanzenanlage Sneschinka statt. Im Gegensatz zu den Vorjahren, als die Frauen keine Großschanzen-Wettkämpfe austrugen, wurden sowohl bei den Frauen als auch bei den Männern zwei Einzelwettbewerbe abgehalten. Darüber hinaus fand jeweils ein Teamspringen sowie ein Mixed-Team-Wettkampf statt. Als Technischer Delegierter fungierte Ildar Garifullin, Cheftrainer war Jewgeni Plechow. Die Oblast Moskau war mit neun Medaillen, darunter vier Meistertitel, das erfolgreichste Föderationssubjekt.

## Vorfeld
| Gesamtweltcup | Gesamtweltcup | Gesamtweltcup |
| Pos.          | Springer      | Punkte        |
| ------------- | ------------- | ------------- |
| 28.           | M. Nasarow    | 176           |
| 35.           | J. Klimow     | 110           |
| 56.           | R. Trofimow   | 019           |
| 67.           | D. Sadrejew   | 006           |
| 68.           | D. Kornilow   | 005           |

| Gesamtweltcup | Gesamtweltcup | Gesamtweltcup |
| Pos.          | Springerin    | Punkte        |
| ------------- | ------------- | ------------- |
| 07.           | I. Awwakumowa | 349           |
| 24.           | S. Tichonowa  | 092           |
| 34.           | I. Machinja   | 052           |
| 39.           | K. Prokopjewa | 023           |
| 46.           | A. Schpynjowa | 007           |

Die Meisterschaften fanden zum Saisonende 2020/21 statt. Den größten internationalen Erfolg hatten in dem Winter die Junioren gefeiert: Ilja Mankow, Maxim Kolobow, Danil Sadrejew und Michail Purtow gewannen bei den Nordischen Junioren-Skiweltmeisterschaften 2021 in Lahti die Bronzemedaille im Team. Die Männer waren von der Weltspitze weiter entfernt. Sie belegten im Teamspringen der Nordischen Skiweltmeisterschaften 2021 in Oberstdorf den achten Platz. Im Weltcup hatten insgesamt fünf Athleten Punkte gewonnen. Der punktbeste Springer war Michail Nasarow, gefolgt vom russischen Doppelmeister des Vorjahres Jewgeni Klimow, der im Saisonverlauf mehrfach mit dem russischen Skiverband in Konflikt stand und daher weniger Einsätze bekam. In der Nationenwertung belegte Russland Rang sieben. Bei den russischen Meisterschaften bestätigte sich die Weltcup-Reihenfolge nur von der Großschanze. Dort gewann Nasarow vor Klimow. Von der Normalschanze setzte sich der Altmeister Denis Kornilow durch – Nasarow hatte auf einen Start verzichtet.
Die Frauen hatten auf der internationalen Ebene eine gewichtigere Rolle als die Männer gespielt.  Bei den Nordischen Skiweltmeisterschaften 2021 wurden die Russinnen Sechste im Team. Im Mixed reichte es zum siebten Rang. Zudem waren die russischen Juniorinnen bei den Nachwuchs-Weltmeisterschafen ebenfalls erfolgreich. Das Team aus Anna Schpynjowa, Alexandra Baranzewa, Anastassija Subbotina und Irma Machinja gewann Silber hinter Österreich. Im Weltcup erreichten fünf Athletinnen die Punkteränge. Die beste Athletin war Irina Awwakumowa als Gesamtweltcup-Siebte. Die Weltcup-Saison schlossen die russischen Frauen als Sechste in der Nationenwertung ab. Awwakumowa wurde bei den russischen Meisterschaften ihrer Favoritenrolle gerecht und gewann beide Einzelspringen.

## Austragungsort
| \| Tschaikowski \|                  |
| Lage des Wettkampfortes in Russland |
| Tschaikowski                        |

| Tschaikowski |

## Programm und Zeitplan
Das Programm der Meisterschaften umfasste insgesamt sieben Wettbewerbe. Die Wettkampfleitung behält sich Programmänderungen vor. Tatsächlich konnte der Veranstalter aufgrund von Starkregen sowie warmen Wetters den Zeitplan nicht einhalten. So musste unter anderem der Mixed-Team-Wettkampf verschoben werden und auch die Siegerehrung der Einzelspringen von der Normalschanze wurde erst am 3. April durchgeführt.
| Datum         | Uhrzeit      | Ereignis                  | Geschlecht      |
| ------------- | ------------ | ------------------------- | --------------- |
| Di., 30. März |              | Anreisetag                |                 |
| Di., 30. März | 16:00        | Kommissionssitzung        |                 |
| Di., 30. März | 17:00        | Mannschaftsführersitzung  |                 |
| Di., 30. März | 17:30        | Jury-Sitzung              |                 |
| Mi., 31. März | 10:00        | Offizielles Training K95  | Frauen & Männer |
| Mi., 31. März | 15:00        | Jury-Sitzung              |                 |
| Do., 1. April | 10:00        | Einzelspringen K95        | Frauen          |
| Do., 1. April | anschließend | Einzelspringen K95        | Männer          |
| Do., 1. April | anschließend | Siegerehrung              | Frauen & Männer |
| Do., 1. April | 15:00        | Jury-Sitzung              |                 |
| Fr., 2. April | 10:00        | Mixed-Teamspringen K95    | Frauen & Männer |
| Fr., 2. April | 16:00        | Siegerehrung              | Frauen & Männer |
| Sa., 3. April | 10:00        | Teamspringen K95          | Frauen          |
| Sa., 3. April | anschließend | Siegerehrung              | Frauen          |
| So., 4. April | 10:00        | Offizielles Training K125 | Frauen & Männer |
| So., 4. April | 16:00        | Jury-Sitzung              |                 |
| Mo., 5. April | 10:00        | Einzelspringen K125       | Frauen          |
| Mo., 5. April | anschließend | Einzelspringen K125       | Männer          |
| Mo., 5. April | anschließend | Siegerehrung              | Frauen & Männer |
| Di., 6. April | 10:00        | Teamspringen K125         | Männer          |
| Di., 6. April | anschließend | Siegerehrung              | Männer          |
| Mi., 7. April |              | Abreisetag                |                 |

## Ergebnisse

### Frauen

#### Normalschanze
Der Einzelwettkampf von der Normalschanze fand am 1. April 2021 statt. Das Podium stellte sich gemäß der Reihenfolge der Russinnen im Gesamtweltcup zusammen: Irina Awwakumowa gewann mit großem Vorsprung vor Sofija Tichonowa und Irma Machinja. Es waren 30 Skispringerinnen gemeldet, jedoch gingen deren zwei nicht an den Start und zwei weitere wurden disqualifiziert. Titelverteidigerin Lidija Jakowlewa, die in der Saison 2020/21 aufgrund eines Meniskusrisses international nicht in Erscheinung getreten war, war nicht vor Ort.
| Platz | Name                  | Föderationssubjekt | Weite 1 | Weite 2 | Punkte |
| ----- | --------------------- | ------------------ | ------- | ------- | ------ |
| 01.   | Irina Awwakumowa      | Oblast Moskau      | 086,5   | 096,0   | 202,4  |
| 02.   | Sofija Tichonowa      | Sankt Petersburg   | 083,5   | 080,0   | 171,9  |
| 03.   | Irma Machinja         | Region Krasnodar   | 080,5   | 082,5   | 160,9  |
| 04.   | Xenija Kablukowa      | Oblast Moskau      | 082,0   | 079,5   | 159,9  |
| 05.   | Marija Jakowlewa      | Sankt Petersburg   | 083,5   | 076,0   | 141,8  |
| 06.   | Adelina Ibragimowa    | Republik Tatarstan | 076,5   | 081,5   | 136,2  |
| 07.   | Anastassija Subbotina | Sankt Petersburg   | 080,0   | 074,5   | 128,1  |
| 08.   | Kristina Prokopjewa   | Oblast Swerdlowsk  | 085,5   | 085,5   | 115,2  |
| 09.   | Anna Schpynjowa       | Sankt Petersburg   | 067,5   | 072,5   | 113,4  |
| 10.   | Alina Borodina        | Oblast Swerdlowsk  | 073,0   | 070,0   | 108,3  |

#### Großschanze
Der Einzelwettkampf von der Großschanze fand am 5. April 2021 statt. Es waren 16 Skispringerinnen gemeldet, jedoch gingen deren zwei nicht an den Start. Die historisch erste russische Meisterin von der Großschanze wurde Irina Awwakumowa, die bereits den Titel von der Normalschanze und im Mixed-Team gewonnen hatte. Es wurden bereits in der Spitze deutliche Leistungsunterschiede sichtbar.
| Platz | Name                | Föderationssubjekt | Weite 1 | Weite 2 | Punkte |
| ----- | ------------------- | ------------------ | ------- | ------- | ------ |
| 01.   | Irina Awwakumowa    | Oblast Moskau      | 131,5   | 133,0   | 258,0  |
| 02.   | Irma Machinja       | Region Krasnodar   | 120,0   | 118,0   | 191,9  |
| 03.   | Xenija Kablukowa    | Oblast Moskau      | 107,0   | 116,0   | 164,7  |
| 04.   | Sofija Tichonowa    | Sankt Petersburg   | 110,5   | 109,5   | 164,1  |
| 05.   | Kristina Prokopjewa | Oblast Swerdlowsk  | 106,5   | 110,0   | 153,0  |
| 06.   | Alexandra Baranzewa | Oblast Moskau      | 101,0   | 105,0   | 135,7  |
| 07.   | Anna Schpynjowa     | Sankt Petersburg   | 097,0   | 102,5   | 120,0  |
| 08.   | Adelina Ibragimowa  | Republik Tatarstan | 099,0   | 100,0   | 117,2  |
| 09.   | Alina Borodina      | Oblast Swerdlowsk  | 094,0   | 088,5   | 090,8  |
| 10.   | Xenija Piskunowa    | Oblast Swerdlowsk  | 091,0   | 084,5   | 072,7  |

#### Team
Das Teamspringen der Frauen wurde am 3. April 2021 auf der Normalschanze ausgetragen. Der Wettbewerb begann mit einer Verspätung von zwei Stunden erst um 12 Uhr Ortszeit, weil das für den Vortag geplante Mixed-Team-Springen aufgrund von Regen verschoben werden musste. Schließlich ging nur ein Durchgang in die Wertung ein, da der Finaldurchgang aufgrund warmen Wetters abgesagt wurde. Es waren fünf Teams gemeldet, jedoch ging die Oblast Nischni Nowgorod nicht an den Start. Da das Team aus der Region Krasnodar nur mit drei Athletinnen besetzt war, musste nur noch die Reihenfolge auf dem Podium ausgesprungen werden. Es gewannen die Titelverteidigerinnen aus Sankt Petersburg, bei denen Anastassija Subbotina im Vergleich vom Vorjahr anstelle von Lidija Jakowlewa angetreten war.
| Platz | Team               | Namen                                                                     | Weite 1             | Weite 2 | Punkte |
| ----- | ------------------ | ------------------------------------------------------------------------- | ------------------- | ------- | ------ |
| 01.   | Sankt Petersburg I | Anna Schpynjowa Anastassija Subbotina Marija Jakowlewa Sofija Tichonowa   | 70,5 75,5 84,0 73,5 | —       | 304,2  |
| 02.   | Oblast Moskau      | Irina Awwakumowa Alexija Charitonowa Alexandra Baranzewa Xenija Kablukowa | 71,0 60,0 69,5 86,5 | —       | 267,4  |
| 03.   | Oblast Swerdlowsk  | Walerija Koliasnikowa Xenija Piskunowa Alina Borodina Kristina Prokopjewa | 59,5 64,5 62,0 64,0 | —       | 166,7  |
| 04.   | Region Krasnodar   | Arina Tyrkina Diana Toroptschenowa Irma Machinja                          | 44,0 59,5 76,0      | —       | 106,1  |

### Männer

#### Normalschanze
Das Einzelspringen von der Normalschanze fand am 1. April 2021 statt. Russischer Meister wurde der 34-jährige Denis Kornilow, der als einziger Athlet über 100 Meter weit sprang. Michail Nasarow entschied sich gegen einen Start, da er den Übergang vom Skifliegen in Planica auf eine Normalschanze nicht eingehen wollte. Es waren 55 Skispringer gemeldet, jedoch gingen deren zwei nicht an den Start und ein weiterer wurde disqualifiziert. Danil Sadrejew gewann seine erste nationale Einzelmedaille. Ilja Mankow, der sowohl bei der Skiflug-Weltmeisterschaft als auch bei den Nordischen Skiweltmeisterschaften Teil des russischen Aufgebots war, belegte den 16. Platz. Mit Wladislaw Bojarinzew verpasste zudem ein ehemaliger Athlet mit Weltcup-Punkten den Finaldurchgang.
| Platz | Name                  | Föderationssubjekt      | Weite 1 | Weite 2 | Punkte |
| ----- | --------------------- | ----------------------- | ------- | ------- | ------ |
| 01.   | Denis Kornilow        | Oblast Nischni Nowgorod | 101,0   | 093,5   | 222,3  |
| 02.   | Danil Sadrejew        | Republik Tatarstan      | 090,0   | 093,0   | 214,3  |
| 03.   | Jewgeni Klimow        | Oblast Moskau           | 092,5   | 093,5   | 210,9  |
| 04.   | Roman Trofimow        | Oblast Nischni Nowgorod | 087,5   | 092,5   | 210,3  |
| 05.   | Michail Maximotschkin | Oblast Nischni Nowgorod | 098,0   | 090,0   | 205,8  |
| 06.   | Kirill Kotik          | Oblast Nischni Nowgorod | 090,5   | 085,0   | 195,1  |
| 07.   | Wadim Schischkin      | Oblast Swerdlowsk       | 084,0   | 091,0   | 187,2  |
| 08.   | Maxim Kolobow         | Oblast Sachalin         | 086,0   | 086,5   | 175,6  |
| 09.   | Michail Purtow        | Oblast Swerdlowsk       | 080,5   | 090,5   | 175,5  |
| 10.   | Ilmir Chasetdinow     | Oblast Moskau           | 086,5   | 080,5   | 175,3  |

#### Großschanze
Das Einzelspringen von der Großschanze fand am 5. April 2021 statt. Russischer Meister wurde mit Michail Nasarow der beste Russe der vergangenen Weltcup-Saison. Danil Sadrejew lag nach dem ersten Durchgang noch auf dem zweiten Rang, doch verlor er im Finaldurchgang einige Plätze und verfehlte somit das Podest. Es waren 51 Athleten gemeldet, jedoch gingen zwei nicht an den Start. Es gab 15 Sprünge über den Konstruktionspunkt von 125 Metern.
| Platz | Name                  | Föderationssubjekt      | Weite 1 | Weite 2 | Punkte |
| ----- | --------------------- | ----------------------- | ------- | ------- | ------ |
| 01.   | Michail Nasarow       | Oblast Moskau           | 136,0   | 134,5   | 263,8  |
| 02.   | Jewgeni Klimow        | Oblast Moskau           | 134,0   | 130,5   | 252,2  |
| 03.   | Roman Trofimow        | Oblast Nischni Nowgorod | 132,0   | 129,0   | 241,5  |
| 04.   | Denis Kornilow        | Oblast Nischni Nowgorod | 128,5   | 132,0   | 210,3  |
| 05.   | Danil Sadrejew        | Republik Tatarstan      | 134,0   | 125,5   | 239,8  |
| 06.   | Michail Maximotschkin | Oblast Nischni Nowgorod | 128,0   | 127,5   | 226,4  |
| 07.   | Ilmir Chasetdinow     | Oblast Moskau           | 123,0   | 129,5   | 220,3  |
| 08.   | Kirill Kotik          | Oblast Nischni Nowgorod | 128,0   | 125,5   | 214,9  |
| 09.   | Ilja Mankow           | Oblast Swerdlowsk       | 121,5   | 120,0   | 203,8  |
| 10.   | Maxim Kolobow         | Oblast Sachalin         | 122,0   | 119,0   | 203,4  |

#### Team
Das Teamspringen der Männer fand zum Abschluss der Meisterschaften am 6. April 2021 auf der Großschanze statt. Es nahmen zehn Teams aus neun subnationalen Einheiten am Wettkampf teil. Das erste Team aus der Oblast Nischni Nowgorod lag bereits nach dem ersten Sprung von Michail Maximotschkin in Führung und zeigte als Ganzes die beste Leistung im ersten Durchgang. Zwar konnte die Oblast Moskau im Finaldurchgang mehr Punkte erzielen, doch reichte der Vorsprung Nischni Nowogorods aus, um den Meistertitel zu gewinnen. Auf der dritten Position setzte sich die Oblast Swerdlowsk gegen die Republik Tatarstan durch. Zwar lag Tatarstan nach dem ersten Durchgang vor Swerdlowsk, doch zeigten die Athleten aus Tatarstan durchweg schwächere zweite Sprünge und verloren so den Bronzerang. Das heimische Team aus der Region Perm wurde Sechster. Die in der Vergangenheit häufig vorne platzierten Sankt Petersburger wurden diesmal Siebte. Die letzten beiden Gruppen sprangen im ersten Durchgang aus Startluke 15, wohingegen der restliche Wettbewerb aus der 17. Startluke abgehalten wurde.
| Platz | Team                      | Namen                                                                | Weite 1                 | Weite 2                 | Punkte |
| ----- | ------------------------- | -------------------------------------------------------------------- | ----------------------- | ----------------------- | ------ |
| 01.   | Oblast Nischni Nowgorod I | Michail Maximotschkin Kirill Kotik Denis Kornilow Roman Trofimow     | 129,5 121,5 134,5 129,5 | 119,0 107,5 123,5 126,5 | 903,9  |
| 02.   | Oblast Moskau             | Nikolai Matawin Ilmir Chasetdinow Michail Nasarow Jewgeni Klimow     | 116,0 116,5 129,5 135,5 | 106,0 122,0 133,0 130,5 | 889,4  |
| 03.   | Oblast Swerdlowsk         | Wadim Schischkin Michail Purtow Dmitri Chodykin Ilja Mankow          | 113,0 117,5 109,0 113,0 | 114,5 114,0 118,5 116,5 | 723,7  |
| 04.   | Republik Tatarstan        | Danil Sadrejew Ruslan Achmjetschin Emil Kalimullin Alexander Loginow | 125,5 115,5 100,5 112,0 | 114,5 102,5 104,5 109,0 | 677,7  |
| 05.   | Oblast Sachalin           | Artjom Mjasnikow Nikita Loboda Maxim Kolobow Alexander Baschenow     | 094,0 110,0 123,0 110,0 | 092,5 104,5 115,5 110,5 | 620,3  |

### Mixed
Das Mixed-Teamspringen fand am 3. April 2021 auf der Normalschanze (K-95) statt, nachdem es aufgrund von Regen um einen Tag nach hinten verschoben werden musste. Russischer Meister wurde wie im Vorjahr das erste Team aus der Oblast Moskau. Es waren neun Teams aus sechs Föderationseinheiten am Start. Die Sportjournalistin Anastassija Schuchowa sprach von einem sehr schwachen Niveau, da selbst im Gewinnerteam kein Athlet über den Konstruktionspunkt gesprungen ist.
| Platz | Team                | Namen                                                                     | Weite 1             | Weite 2             | Punkte |
| ----- | ------------------- | ------------------------------------------------------------------------- | ------------------- | ------------------- | ------ |
| 01.   | Oblast Moskau I     | Xenija Kablukowa Ilmir Chasetdinow Irina Awwakumowa Jewgeni Klimow        | 72,5 91,0 82,5 92,5 | 74,0 77,5 87,0 91,5 | 692,3  |
| 02.   | Sankt Petersburg I  | Marija Jakowlewa Fjodor Tschischow Sofija Tichonowa Alexander Martschukow | 85,5 81,0 78,0 75,5 | 81,5 72,5 85,0 75,0 | 588,5  |
| 03.   | Oblast Swerdlowsk I | Alina Borodina Michail Purtow Kristina Prokopjewa Wadim Schischkin        | 72,0 88,0 77,0 84,5 | 70,0 80,0 70,5 78,5 | 576,1  |
| 04.   | Republik Tatarstan  | Nadeschda Krawzowa Alexander Loginow Adelina Ibragimowa Danil Sadrejew    | 51,0 87,5 73,5 80,5 | 55,0 87,5 76,5 85,0 | 519,5  |
| 05.   | Oblast Moskau II    | Alexija Charitonowa Maxim Altschikow Alexandra Baranzewa Nikolai Matawin  | 62,0 78,0 74,5 77,5 | 59,5 69,0 75,5 85,5 | 509,7  |

## Medaillenspiegel
| Platz | Föderationssubjekt      |   |   |   |    |
| ----- | ----------------------- | - | - | - | -- |
| 1     | Oblast Moskau           | 4 | 3 | 2 | 9  |
| 2     | Oblast Nischni Nowgorod | 2 | 0 | 1 | 3  |
| 3     | Sankt Petersburg        | 1 | 2 | 0 | 3  |
| 4     | Region Krasnodar        | 0 | 1 | 1 | 2  |
| 5     | Republik Tatarstan      | 0 | 1 | 0 | 1  |
| 6     | Oblast Swerdlowsk       | 0 | 0 | 3 | 3  |
| Total | Total                   | 7 | 7 | 7 | 21 |